# California Guitar Trio

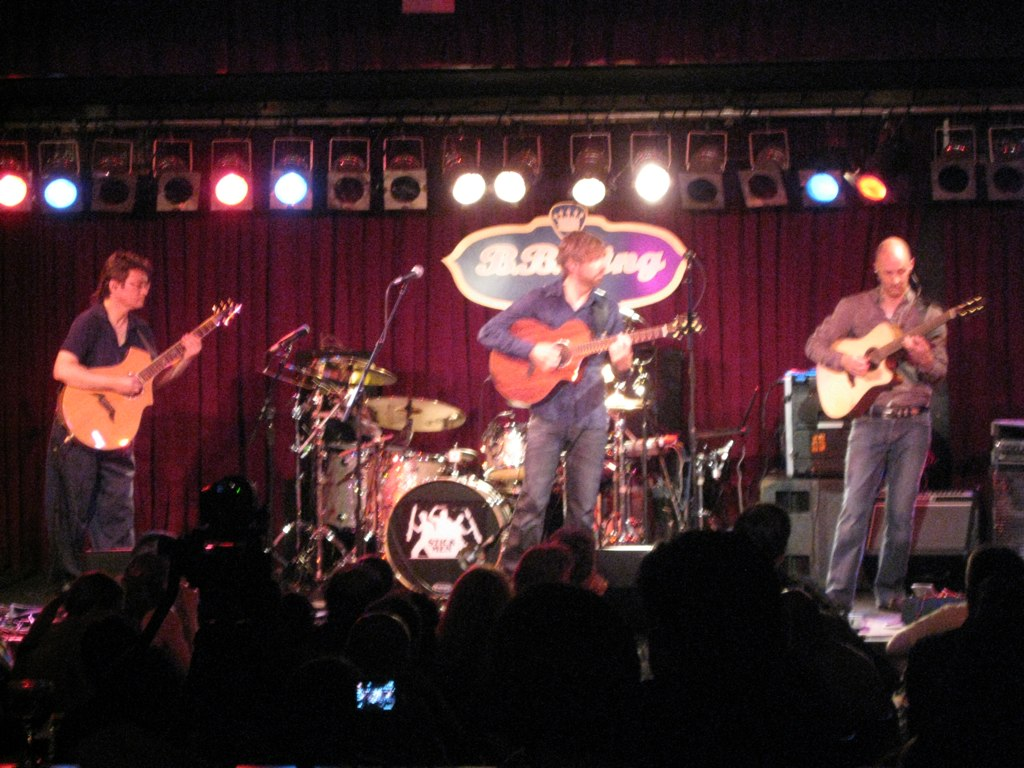
California Guitar Trio

California Guitar Trio, in de volksmond ook wel CGT genoemd is een trio van gitaristen. De drie zijn afkomstig uit allerlei gebieden, maar niet uit Californië. CGT bestaat uit:
- Paul Richards, afkomstig uit Salt Lake City
- Bert Lams, uit Brussel en
- Hideyo Moriya uit Tokio.

De gitaristen komen voort uit een opleidingssysteem van Robert Fripp, die met een twintigtal gitaristen de wereld overtrok om ze de fijne kneepjes bij te brengen van het gitaarspelen gecombineerd met optreden. Ze maakten deel uit van de League of Craft Guitarists, die onder meer in Paradiso (Amsterdam) optraden. Ze wilden die lijn verder doorzetten en richtten in 1991 in Los Angeles het trio op. Hun muziek bestaat uit een mix van vele stromingen, waaronder klassieke gitaarmuziek, rock, jazz enzovoorts, alles gelardeerd met surf. Hun optreden bevatten naast het muzikale gedeelte ook muziek met een knipoog, maar vooral een tentoonstelling van hun virtuositeit op hun instrument. 
Ze werden al snel bekend door hun verbintenis met Fripp en zijn uitgebreide King Crimson-stal. Ze hebben onder meer opgetreden met King Crimson, John McLaughlin, David Sylvian, Tito Puente, Leftover Salmon, Taj Mahal, Steve Lukather, Simon Phillips, Adrian Legg, Adrian Belew (ook KC) en Enchant. Daarnaast verzorgden ze televisieoptredens, speelden muziek bij de beelden van de Olympische Winterspelen 1998 en de Olympische Zomerspelen 2000. Hun muziek werd de ruimte ingebracht toen ze gevraagd werden muziek te schrijven om de bemanning van de Spaceshuttle Endeavour te wekken.
Hun albums laten geen echte eigen stijl horen, maar de sound is zo eigen dat men ze vrij snel herkent. De albums worden volgespeeld met eigen werk en covers van andere bands. Dat ze commercie niet schuwen blijkt uit het feit dat ze zelfs een kerst-cd hebben uitgebracht. Als gastmusici treden vaak op Tony Levin en Pat Mastelotto (beide ex-King Crimson).

## Discografie
- The California Guitar Trio (1991,komt niet voor in hun eigen lijst)
- Yamanashi Blues (1993)
- Invitation (1995)
- Pathways (1998)
- An Opening Act: Live On Tour With King Crimson CD(1999)
- Rocks the West (2000)
- 10 Christmas Songs (2001)
- CG3+2 (2002)
- The First Decade (2003)
- Whitewater (2004)
- Highlights (2007)
- Echoes (2008)